# Lithophane cupressivora
Lithophane cupressivora là một loài bướm đêm trong họ Noctuidae.